# Kiss Konfidential
Kiss Konfidential je VHS video o skupině Kiss vydané v roce 1993. Video nabízí 13 live písní a pohled do zákulisí během Revenge Tour od příprav pódia, až do samotného koncertu.Video obsahuje i mnoho starých klipů ze sedmdesátých let.

## Seznam skladeb
| Pořadí | Název                                           | Autor                               | Délka |
| ------ | ----------------------------------------------- | ----------------------------------- | ----- |
| 1.     | Creatures of the Night                          | Stanley / Mitchell                  |       |
| 2.     | Deuce                                           | Gene Simmons                        |       |
| 3.     | I Just Wanna                                    | Stanley / Vinnie Vincent            |       |
| 4.     | Unholy                                          | Simmons / Vincent                   |       |
| 5.     | Heaven's on Fire                                | Stanley / Child                     |       |
| 6.     | 100,000 Years (Live at Detroit in '76)          | Stanley / Simmons                   |       |
| 7.     | Nothin' to Lose (Live in San Francisco in '75)  | Simmons                             |       |
| 8.     | Hotter Than Hell (Live in Detroit in '76)       | Paul Stanley                        |       |
| 9.     | Let Me Go, Rock 'n' Roll (Live in Japan in '77) | Stanley / Simmons                   |       |
| 10.    | Domino                                          | Simmons                             |       |
| 11.    | Lick it Up                                      | Stanley / Vincent                   |       |
| 12.    | Forever                                         | Stanley / Michael Bolton            |       |
| 13.    | Take It Off                                     | Simmons / Bob Ezrin / Roberts       |       |
| 14.    | I Love It Loud                                  | Stanley / Vincent                   |       |
| 15.    | God Gave Rock 'N' Roll to You II                | Stanley / Simmons / Ezrin / Ballard |       |
| 16.    | The Star Spangled Banner                        | Francis Scott Key                   |       |

## Obsazení
- Paul Stanley – kytara, zpěv
- Gene Simmons – basová kytara, zpěv
- Eric Singer – bicí, zpěv
- Bruce Kulick – sólová kytara, zpěv
- Peter Criss – bicí, zpěv
- Ace Frehley – sólová kytara, zpěv